# Celebration (Band)
Celebration war der Name einer Band, die größtenteils aus Tourneemusikern der Beach Boys bestand. Zudem war Beach-Boys-Sänger Mike Love ein fester Bestandteil der Band.

## Bandgeschichte
1978 wurde für das Filmprojekt High School eine Titelmusik gesucht. Beach Boy Brian Wilson wurde gebeten hierfür ein Lied zu schreiben. Er lieferte das Stück Almost Summer ab, das den Filmproduzenten so faszinierte, dass er daraufhin den Filmtitel nach dem Lied umbenannte.
Die Beach Boys sollten dieses Lied einspielen. Da sie zu jener Zeit noch bei Warner Bros. unter Vertrag standen, gab es rechtliche Schwierigkeiten, denn die Filmfirma hatte einen Vertrag mit MCA. Um das Lied im Film unterbringen zu können, gründete Mike Love mit Studiomusikern der Beach Boys die Band Celebration. Sie veröffentlichten Almost Summer im April 1978 und recht überraschend erreichte die Single Platz #28 der US-Billboard-Charts.
Das darauffolgende Album – ebenfalls Almost Summer genannt – floppte allerdings, genauso wie das Nachfolgewerk Celebration aus dem Jahr 1979. Die Band hatte einen festen Kern bestehend aus Ron Altbach, Ed Carter und Mike Kowalski; die anderen Musiker wechselten jedoch. 1979 versuchte die Band mit einem dritten Album auf die Discowelle aufzuspringen. Das Album Disco Celebration stellt einen eher peinlichen Versuch dar, weitere Popularität zu erreichen, zudem waren von der ursprünglichen Band nur Ron Altbach und Mike Love vertreten, wobei sich ihre Tätigkeit auf die Komposition der Lieder beschränkte. Die Lieder sangen Suzanne Wallach und Paul Fauerso ein. Es wurden nur wenige Alben ausgeliefert, bevor es vom Markt gezogen wurde.
1978 veranstaltete Celebration eine kleine Konzertreise durch die USA. Den Großteil der Auftritte absolvierte man allerdings mit den Beach Boys. Anfangs spielten die Beach Boys den ersten Teil ihres Programmes und gingen danach von der Bühne. Von dort an begann Celebration vier bis fünf Lieder zu spielen, danach kamen die Beach Boys zurück auf die Bühne und spielten den zweiten Teil ihrer Show. Nach ein paar Konzerten wirkten allerdings auch die übrigen Beach Boys an den Celebration-Liedern mit.

## Diskografie
- Almost Summer (1978, MCA Records)
- Celebration (1979, Pacific Arts Records)
- Disco Celebration (1979, ACD Records/Love Songs Production)